# Letov Š-18
Dimensions
Le Letov S-18 est un avion d'entraînement et de sport monomoteur. La première version avait un fuselage en bois. La version S-118 avait un moteur plus puissant et la D-218 une structure en acier,.